# Typhochrestus sireti
Typhochrestus sireti es una especie de araña araneomorfa del género Typhochrestus, familia Linyphiidae. Fue descrita científicamente por Bosmans en 2008.
Se distribuye por España. El cuerpo del macho mide aproximadamente 1,3 milímetros de longitud y el de la hembra 1,6-1,9 milímetros.